# Cynthia Ozick
Cynthia Ozick (New York, 17 aprile 1928) è una scrittrice statunitense.

## Biografia
Seconda di due figli, Cynthia Ozick nacque a New York. La famiglia si trasferì nel Bronx dove i suoi genitori, nati entrambi nell'Impero Russo, erano proprietari di una farmacia, nella quale da ragazza lei diede una mano nella consegna delle prescrizioni mediche. Cresciuta nella cultura ebraica, dovette affrontare il diffuso antisemitismo nel quartiere raccontando di essere presa a sassate e di venire chiamata assassina di Gesù passando vicino alle due Chiese del quartiere.
Laureata alla New York University, conseguì un master in letteratura alla Ohio State University focalizzandosi sui romanzi di Henry James. Dell'ebraismo americano riflette e riporta i miti e le idee nella sua opera letteraria, legandosi alla tradizione del racconto orale ma con attenzione agli sviluppi più recenti della Narrativa contemporanea. Oltre a raccontare, è intervenuta spesso con saggi originali su argomenti letterari e politici, spesso coraggiosi e controcorrente, una parte dei quali è stata raccolta in sei volumi.

## Opere

### Romanzi
- Trust, 1966.
- La galassia cannibale (The Cannibal Galaxy, 1983), traduzione di Claudio Salafia, Milano, Garzanti, 1988.
- Il Messia di Stoccolma (The Messiah of Stockholm, 1987), traduzione di Mario Materassi, Milano, Garzanti, 1991, ISBN 978-88-11-66273-0. - Collana I Narratori, Feltrinelli, 2004, ISBN 978-88-07-01652-3.
- Le carte della Signorina Puttermesser (The Puttermesser Papers, 1997), Collana Oceani n.13, Milano, La Nave di Teseo, 2017, ISBN 978-88-93-44133-9.
- Eredi di un mondo lucente (Heir to the Glimmering World, in UK The Bear Boy, 2004), traduzione di Vincenzo Mantovani, Milano, Feltrinelli, 2005, ISBN 978-88-07-01681-3.
- Corpi estranei (Foreign Body, 2010), traduzione di Simona Vinci, Collana Narratori stranieri, Milano, Bompiani, 2011, ISBN 978-88-45-26782-6.

### Racconti e Novelle
- Il rabbino pagano (The Pagan Rabbi and Other Stories, 1971), traduzione di Marcella Bassi, Collana Narratori moderni, Milano, Garzanti, 1995, ISBN 9788811663010.
- Bloodshed and Three Novellas, 1976.
- Levitation: Five Fictions, 1982.
- Envy; or, Yiddish in America, 1989.
- Lo scialle (The Shawl, 1989), traduzione di Milka Ventura, Collana I Coriandoli, Milano, Garzanti, 1990, ISBN 978-88-11-65570-1. - Feltrinelli 2003 (2 racconti: Lo scialle e Rosa).
- La Farfalla e il semaforo (Collected Stories, 2007), traduzione di Francesco Nitti e Vincenzo Vega, Collana Narratori stranieri, Milano, Bompiani, 2010, ISBN 978-88-45-26584-6.
- Dictation: A Quartet, 2008.

### Raccolte di saggi
- All the World Wants the Jews Dead, 1974.
- Art and Ardor, 1983.
- Metaphor & Memory: Essays, 1989.
- What Henry James Knew and Others Essays on Writers, 1993.
- Fame & Folly: Essays, 1996.
- Portrait of the Artist as a Bad Character and Other Essays on Writing, 1996.
- Di chi è Anna Frank?, Collana Le onde, Milano, La nave di Teseo, 2019, ISBN 978-88-934-4844-4. [saggio pubblicato sul New Yorker nel 1997]
- Quarrel and Quandary, 2000.
- The Din in the Head: Essays, 2006.
- Critics, Monsters, Fanatics, and Other Literary Essays, 2016.

### Teatro
- Blue Light, 1994

### Miscellanee
- A Cynthia Ozick Reader, a cura di Elaine M. Kauvar, 1985; nuova ed. 1996.
- Isaac Babel, The Complete Works, Introduction by C. Ozick, 2001.
- Fistfuls of Masterpieces.
- Daniela Fargione, Cynthia Ozick: Orthodoxy and Irreverence, a Critical Study, Roma, Aracne, 2005. (con una scelta di scritti della Ozick tradotti in italiano).